# S'Express
S'Express, ook wel S-Express en later S-Xpress, was een Britse acid houseproject van de deejay Mark Moore.

## Bezetting
- Mark Anthony Kim Moore[2]
- Roland S. Faber[3]
- Michellé[4] (zang, klarinet)
- Linda Love[5]
- Sonia Marina Clarke[6]
- Jocasta[7] (zang, hi-hat)
- Linda X[8] (zang)
- Sonique[9] (zang)
- Mark D[10] (trompet)

## Geschiedenis
S'Express bereikte in april 1988 met Theme from S'Express op het hoogtepunt van de acid house-beweging de toppositie van de Britse hitlijst voor twee weken. Ook in Duitsland was het nummer erg succesvol en bereikte daar de 2e plaats. In de Amerikaanse dancehitlijst en in de Zwitserse hitparade bereikte de single de toppositie. Met Superfly Guy en Hey Music Lover plaatsten zich tot begin 1989 twee verdere singles van het met goud bedachte debuutalbum Original Soundtrack in de Britse Top 10. Het tweede album Intercourse van het project verscheen in 1990. Weliswaar konden zich met Mantra for a State of Mind, Nothing to Lose en Find 'Em, Fool 'Em, Forget 'Em drie verdere singles plaatsen in de Britse hitlijst, doch het succes nam zienderogen af, hetgeen merkbaar was door de dalende verkopen.
Pas in 1996 werd met The Return Trip, een remix van Theme from S'Express, nog een keer de top 20 van de Britse hitlijst bereikt.

## Discografie

### Singles
- 1988:	Theme from S-Express
- 1988: Superfly Guy
- 1989:	Hey Music Lover
- 1989: Mantra for a State of Mind
- 1989: P. P. P. / The Age (als Victim of the Ghetto)
- 1989: Original Soundtrack Megamix
- 1990: Find Time to Be Yourself
- 1991: 4 Play from Intercourse (promo)
- 1992: Find ’Em Fool ’Em E. P.
- 1990:	Nothing to Lose
- 1992:	Find 'Em, Fool 'Em, Forget 'Em
- 1996:	Theme from S·Xpress – The Return Trip
- 2008: Stupid Little Girls
- 2015: Excursions

### Albums
- 1989:	Original Soundtrack
- 1990: Intercourse

### Compilaties
- 1998: Ultimate
- 2004: Themes from S'Express – The Best Of